# Monestier-de-Clermont
Monestier-de-Clermont – miejscowość i gmina we Francji, w regionie Owernia-Rodan-Alpy, w departamencie Isère.
Według danych na rok 1990 gminę zamieszkiwało 905 osób, a gęstość zaludnienia wynosiła 166 osób/km² (wśród 2880 gmin regionu Rodan-Alpy Monestier-de-Clermont plasuje się na 834. miejscu pod względem liczby ludności, natomiast pod względem powierzchni na miejscu 1481.).